# Менцікен
Менцікен (нім. Menziken) — громада  в Швейцарії в кантоні Ааргау, округ Кульм.

## Географія
Громада розташована на відстані близько 65 км на північний схід від Берна, 21 км на південний схід від Аарау.
Менцікен має площу 6,4 км², з яких на 29,1% дозволяється будівництво (житлове та будівництво доріг), 47,3% використовуються в сільськогосподарських цілях, 23,3% зайнято лісами, 0,3% не є продуктивними (річки, льодовики або гори).

## Демографія
2019 року в громаді мешкало 6519 осіб (+16,2% порівняно з 2010 роком), іноземців було 39,5%. Густота населення становила 1022 осіб/км².
За віковим діапазоном населення розподілялося таким чином: 21,7% — особи молодші 20 років, 60,6% — особи у віці 20—64 років, 17,7% — особи у віці 65 років та старші. Було 2748 помешкань (у середньому 2,3 особи в помешканні).
Із загальної кількості 1953 працюючих 19 було зайнятих в первинному секторі, 386 — в обробній промисловості, 1548 — в галузі послуг.